# Batalla de Calabozo
La batalla de Calabozo fue una acción ocurrida el 12 de febrero de 1818 en la ciudad de Calabozo, Venezuela, durante la campaña del Centro.

## Antecedentes
Tras la campaña de Guayana Morillo había diseminado su ejército, no creyendo capaz a Bolívar de emprender una ofensiva tan pronto. Mientras Bolívar, tras conseguir la sumisión del caudillo llanero José Antonio Páez. Sumaban cerca de 5.200 hombres.
Páez era más partidario de atacar San Fernando de Apure (guarnecida por 650 soldados al mando del coronel José María Quero), de hecho, en las cercanías de la urbe se hicieron preparativos para el asedio pero en realidad era un acto para disfrazar el verdadero objetivo de Bolívar: Calabozo. 
El 9 de febrero los independentistas cruzaron el río Apure en dirección a la ciudad. Enterado Morrillo se puso en marcha de inmediato. El día 10 arribó con 1.800 hombres a Calabozo para reforzar la guarnición local (650 tropas), así el grueso de sus fuerzas se encontraban destacadas en Calabozo, ciudad que fue fortificada con un parapeto de tierra, cuatro reductos y una casa fuerte. 

## La batalla
En la mañana del 12 de febrero Bolívar dividió a sus fuerzas en varias columnas de infantería y caballería que avanzaron unas por el camino y otras por la sabana. En el camino las columnas entablaron combate con los realistas forzándolos a retirarse a la ciudad ya que Morales rápidamente comprendió el riesgo que tenía de ser envuelto. Envió su vanguardia, principalmente caballería llanera, por el camino real mientras enviaba su ala derecha, los demás jinetes de Páez, su centro, la infantería en tres columnas de dos batallones cada una por el centro, y su ala izquierda de caballería al mando de José Tadeo Monagas un ataque simultáneo a las posiciones realistas. Dejó el parque, artillería y reservas atrás del centro de su línea. 
En esos momentos Morillo avanzó con su Estado Mayor al frente para inspeccionar pero la vanguardia de Páez y Arismendi los encontró y cargo contra ellos, los oficiales a caballo peninsulares retrocedieron perseguidos por el enemigo hasta que desde una posición oculta doscientos infantes realistas los atacaron. Era una emboscada. Tras esto los llaneros se retiraron siendo perseguidos por el batallón Castilla pero una vez alejados estos del grupo principal del ejército realistas atacaron a los persecutores. Los hombres del Castilla tuvieron que formar un cuadro defensivo. En esos momentos llegó el grueso de la tropa republicana al mando de Bolívar y de no ser por el auxilio que le prestó el batallón Unión que oportunamente vino a salvarles hubieran sido exterminados.
Mientras esto pasaba en el extremo derecho de la línea de batalla en izquierdo los republicanos efectuaron un feroz ataque forzando al rival a retirarse. Pero entonces, gracias a refuerzos enviados por Bolívar se lanzaron sobre el enemigo en retirada. Los realistas apenas consiguieron resistir y retirarse. Morillo entendió entonces el riesgo que tenía de ser flanqueado y rodeado por lo que decidió retirarse.
La batalla fue principalmente un encuentro de caballerías en las que los infantes apenas actuaron. Morales, por ejemplo, dejó más de un millar de hombres (la mitad de su ejército) en la ciudad de reservas.

## Consecuencias
La batalla de Calabozo fue una derrota aplastante para los realistas. Se vieron forzados a refugiarse en la ciudad homónima mientras Bolívar le escribió una carta a Morillo ofreciéndole el canje de prisioneros y el fin de la Guerra a Muerte el 13 de febrero:

Nuestra humanidad, contra toda justicia, ha suspendido muchas veces la sanguinaria guerra a muerte que los españoles nos hacen. Por última vez ofrezco la cesación de tan horrible calamidad y empiezo mi oferta por devolver todos los prisioneros que hemos tomado ayer en el campo de batalla.
¡Que ese ejemplo de generosidad sea el mayor ultraje de nuestros enemigos!
U. y toda la miserable guarnición de Calabozo caerán bien pronto en manos de sus vencedores; y así ninguna esperanza fundada puede lisonjear a sus desgraciados defensores. Yo los indulto en nombre de la República de Venezuela, y al mismo Fernando VII perdonaría si estuviese como U. reducido a Calabozo. Aproveche U. de nuestra clemencia, o resuélvase a seguir la suerte de su destruido ejército.
Dios guarde a U. muchos años...

La carta había enrojecido de ira a Morillo, para él Bolívar no era más que un insolente rebelde que se ponía por encima del mismo rey y más encima hipócrita, acusando a los españoles de iniciar la Guerra a Muerte, siendo que él había sido quien la declaró en 1813. Era mejor morir que padecer el deshonor de ser su prisionero. Finalmente, Morillo se retiró hasta los valles de Aragua, perseguido por Bolívar el día 14 con una columna de 1.700 a 1.800 soldados y 7.000 a 8.000 civiles para evitar ser asediado en la ciudad. En tanto que Páez decidió con sus llaneros abandonar la columna principal y asediar San Fernando al día siguiente de la batalla. No sería hasta un mes después que el avance de los independentistas a Caracas sería detenido en la Tercera Batalla de La Puerta.